# Lorenz (Vorname)
Lorenz ist ein männlicher Vorname und ein Familienname als deutsche Ableitung des lateinischen Namens Laurentius.

## Varianten
- Lorentz
- Lenz (Kurzform)
- Lorens (skandinavisch)
- selten Lorenc
- Lars (skandinavisch)
- Loris (schweizerisch)
- Laurent (französisch)
- Lorenzo (italienisch und spanisch)
- Lawrence (englisch)
- Lőrinc (ungarisch)
- Wawrzyniec (polnisch)
- Vavřinec (tschechisch)
- Luregn, Lurench (rätoromanisch)

## Namenstage
- 10. August (Fest des hl. Laurentius, Diakon, Märtyrer in Rom)
- 21. Juli (Gedenktag des hl. Laurentius von Brindisi, Ordenspriester, Kirchenlehrer)

## Namensträger
- Lorenz Adlon (1849–1921), deutscher Gastronom und Hotelier
- Lorenz Böhler (1885–1973), österreichischer Chirurg
- Lorenz III. von Freiberg († 1487), deutscher Geistlicher, Bischof von Gurk
- Lorenz Funk sr. (1947–2017), deutscher Eishockeyspieler
- Lorenz Funk jr. (* 1969), deutscher Eishockeyspieler
- Lorenz Habsburg-Lothringen (* 1955), Herzog von Modena und Prinz von Belgien.
- Lorenz Hauser (Richter) (1828–1882), deutscher Richter
- Lorenz Hauser (Landwirt) (1869–1918), deutscher Landwirt und Schloss-Erbauer
- Lorenz Hetzer (um 1619–1692), deutscher Prämonstratenserabt
- Lorenz Knöferl (* 2003), deutscher Fußballspieler
- Lorenz Lange (1684–1752), schwedisch-russischer Forschungsreisender und Diplomat
- Lorenz von Lichtenberg († 1446), österreichischer Geistlicher, Bischof von Lavant
- Lorenz von Lindores (vor 1373–1437); Mönch, General-Inquisitor von Schottland und Gründungsmitglied der Universität St Andrews in Schottland
- Lorenz Merz (* 1981), Schweizer Kameramann und Filmregisseur
- Lorenz Oken, eigentlich Okenfuß (1779–1851), deutscher Naturforscher
- Lorenz Orth (1872–1955), deutscher Lehrer und Politiker
- Lorenz Specht (1931–2016), deutscher Motorradsportler
- Lorenz Spring (* 1964), Schweizer Bildhauer und Maler
- Lorenz von Stein (1815–1890), deutscher Rechts- und Wirtschaftswissenschaftler
- Lorenz (Werle) (1338/1340–1393/1394) Herr zu Werle
- Lorenz (Breslau) († 1232), deutscher Geistlicher, Bischof von Breslau
- Lorenz von der Auferstehung (1614–1691), französischer Karmelit und Mystiker
- Lorenz Bock (1883–1948), deutscher Politiker (Zentrum, später CDU), erster Staatspräsident von Württemberg-Hohenzollern
- Lorenz Häberli (* 1986), Schweizer Sänger und Rapper